# 8e législature de la Colombie-Britannique

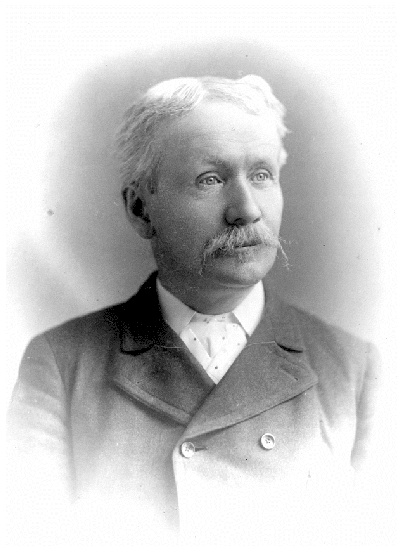
Charles Augustus Semlin, premier ministre (1898-1900)

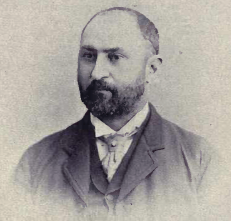
Joseph Martin, premier ministre (fév.-juin 1900)

La 8e législature de la Colombie-Britannique a siégé de 1899 à 1900. Ses membres sont élus lors de l'élection générale de 1898 (en). Robert Beaven est appelé à former un gouvernement, mais n'y parvient pas faute d'un nombre suffisant d'appui. Charles Augustus Semlin est alors appelé à former le gouvernement. À la suite de la tentative d'adoption d'un projet de loi majeur, le gouvernement Semlin est défait en février 1900 et Joseph Martin le remplace. Son gouvernement n'est que de courte durée puisqu'il est renversé par une motion de censure et une élection générale est déclenchée plus tard la même année.
William Thomas Forster est président de l'Assemblée durant l'ensemble de la législature.

## Membre de la 8elégislature
| Député                         | Circonscription          | Parti        |
| ------------------------------ | ------------------------ | ------------ |
| Alan Webster Neill             | Alberni                  | Opposition   |
| Hans Lars Helgesen             | Cariboo                  | Opposition   |
| John Charlton Kinchant         | Cariboo                  | Opposition   |
| Charles William Digby Clifford | Cassiar                  | Gouvernement |
| John Irving                    | Cassiar                  | Government   |
| James Dunsmuir                 | Comox                    | Gouvernement |
| William Russell Robertson      | Cowichan                 | Gouvernement |
| William George Neilson         | East Kootenay North      | Gouvernement |
| James Baker                    | East Kootenay South      | Gouvernement |
| David Williams Higgins         | Esquimalt                | Opposition   |
| Charles Edward Pooley          | Esquimalt                | Gouvernement |
| James Douglas Prentice         | Lillooet East            | Opposition   |
| Alfred Wellington Smith        | Lillooet West            | Gouvernement |
| Robert Edward McKechnie        | Nanaimo City             | Opposition   |
| Alexander Henderson            | New Westminster City     | Gouvernement |
| John Bryden                    | North Nanaimo            | Gouvernement |
| John Paton Booth               | North Victoria           | Gouvernement |
| Ralph Smith                    | South Nanaimo            | Travailliste |
| David McEwen Eberts            | South Victoria           | Gouvernement |
| Francis Lovett Carter-Cotton   | Vancouver City           | Opposition   |
| Robert Macpherson              | Vancouver City           | Opposition   |
| Joseph Martin                  | Vancouver City           | Opposition   |
| Charles Edward Tisdall         | Vancouver City           | Opposition   |
| Richard Hall                   | Victoria City            | Gouvernement |
| Henry Dallas Helmcken          | Victoria City            | Gouvernement |
| Albert Edward McPhillips       | Victoria City            | Gouvernement |
| John Herbert Turner            | Victoria City            | Gouvernement |
| John Frederick Hume            | West Kootenay-Nelson     | Opposition   |
| James M. Kellie                | West Kootenay-Revelstoke | Opposition   |
| James Morris Martin            | West Kootenay-Rossland   | Opposition   |
| Robert Francis Green           | West Kootenay-Slocan     | Opposition   |
| Charles William Munro          | Westminster-Chilliwhack  | Opposition   |
| Thomas William Forster         | Westminster-Delta        | Opposition   |
| Richard McBride                | Westminster-Dewdney      | Gouvernement |
| Thomas Kidd                    | Westminster-Richmond     | Opposition   |
| Price Ellison                  | Yale-East                | Gouvernement |
| Francis John Deane             | Yale-North               | Opposition   |
| Charles Augustus Semlin        | Yale-West                | Opposition   |

Notes:
1. ↑  Opposé à l'administration Turner
2. ↑  Candidat pro-gouvernement, soutien de l'administration Turner
3. ↑  Sous l'étiquette Travailliste-Opposition (Labor-Oppositionist); opposé à l'administration Turner

## Élections partielles
Durant cette période, une élection partielle était requise à la suite de la nomination d'un député au cabinet.
- Francis Lovett Carter-Cotton, ministre des Finances[4], élu sans opposition le 15 octobre 1898
- Joseph Martin, procureur général[5], élu sans opposition le 15 octobre 1898
- Charles Augustus Semlin, premier ministre[2], élu sans opposition le 15 octobre 1898
- John Frederick Hume, secrétaire provincial et ministre des Mines[6], élu sans opposition le 15 octobre 1898
- Alexander Henderson, procureur général[7], élu sans opposition le 31 août 1899

D'autres élections partielles ont été tenues pour diverses autres raisons:
| Circonscription      | Député                    | Élection         | Motif |
| -------------------- | ------------------------- | ---------------- | --- |
| Alberni              | Alan Webster Neill        | 15 décembre 1898 | Démission de A.W. Neill, avoir accepté de l'argent du gouvernement pour des travaux routiers effectués après les élections |
| Cowichan             | William Russell Robertson | 28 décembre 1898 | Démission de W. R. Robertson, pour avoir accepter de l'argent pour un travail fait pour le gouvernement après son élection |
| Vancouver City       | Charles Edward Tisdall    | 25 janvier 1899  | Démission de C.E. Tisdall; un employé de son magasin a vendu des cartouches à un agent de la police provinciale            |
| Victoria City        | Richard Hall              | 2 février 1899   | Démission de R. Hall; sa compagnie a vendu du charbon au gouvernement                                                      |
| Victoria City        | Albert Edward McPhillips  | 2 février 1899   | Démission de A.E. McPhillips; une redevance a été versée à son entreprise                                                  |
| Victoria City        | John Herbert Turner       | 2 février 1899   | Démission de J.H. Turner; une branche de sa firme à vendu des bons au gouvernement                                         |
| East Kootenay North  | Wilmer Cleveland Wells    | 28 février 1899  | Décès de W.G. Nielson le 6 janvier 1899                                                                                    |
| West Kootenay-Nelson | John Frederick Hume       | 28 février 1899  | Démission de J.F. Hume; un policier et un prisonier ont séjourné dans son hôtel                                            |

Notes:
1. 1 2  Sans opposition